# Thees Meesters

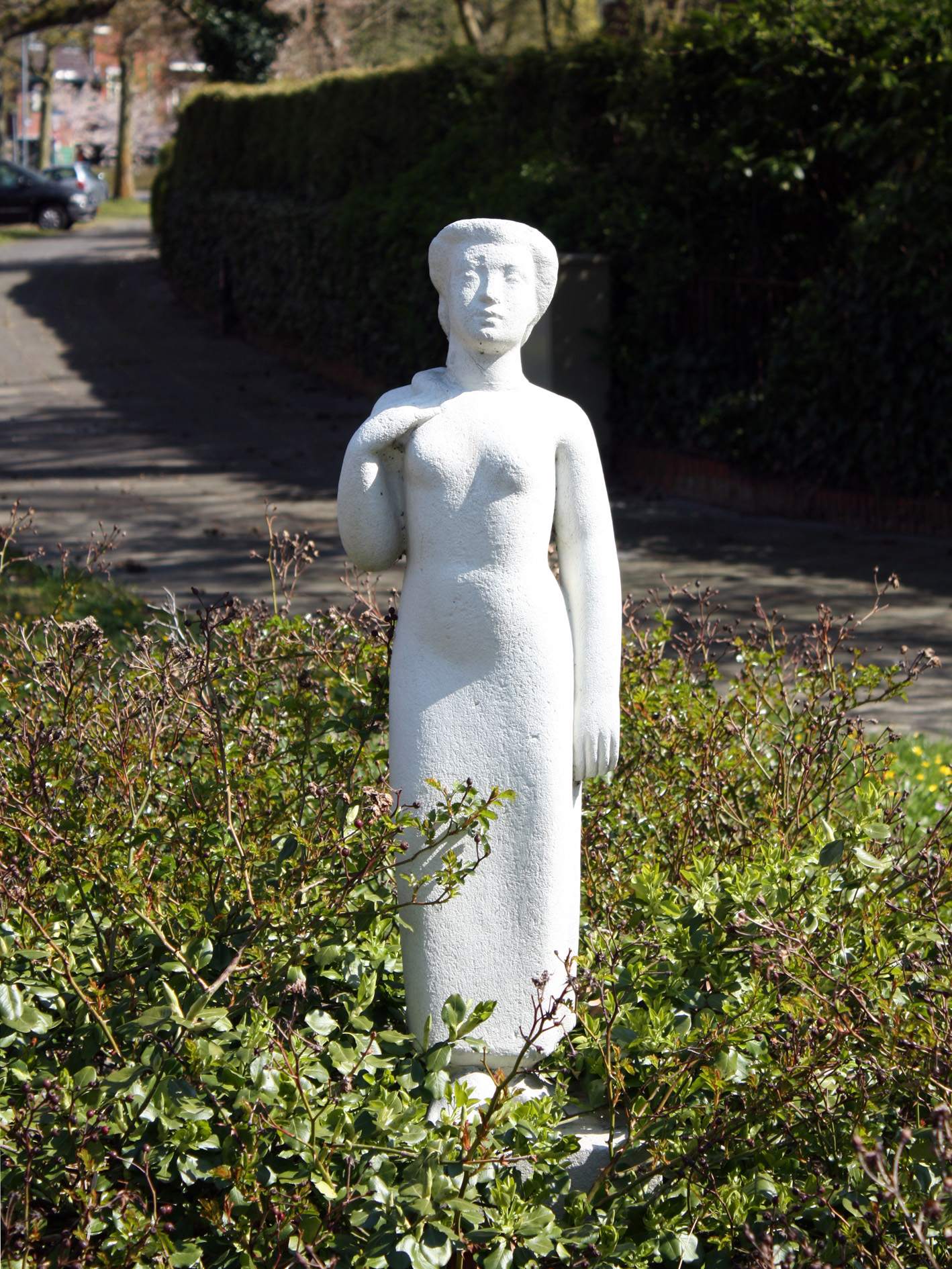
Vrouwenfiguur (1950)

Mattheus Rijkhold Meesters, bekend als Thees Meesters (Haren, 30 augustus 1908 – Groningen, 3 december 2002) was een Nederlandse beeldhouwer en medailleur.

## Leven en werk
Meesters werd geboren als oudste zoon van boekhouder Willem Meesters (1880-1937) en Sophia Wilhelmina Rijkhold (1882-1969). Meesters trouwde na de Tweede Wereldoorlog met Allegonda (Gonnie) Smid. Zij kregen zes zoons. Meesters en drie van zijn zoons hebben hun familienaam officieel laten wijzigen naar Rijkhold Meesters. De familienaam Rijkhold ontleenden zij aan Meesters' moeder.
Meesters studeerde aan Academie Minerva in Groningen, waar hij leerling was van onder anderen Willem Valk en C.P. de Wit. Henk Valk sr., vader van Willem Valk, was chef-ontwerper bij Gerritsen en Van Kempen en hij gaf Meesters in 1934 een baan als penningmodelleur. Valk hoopte hiermee de concurrentie met Koninklijke Begeer, die de meeste opdrachten voor penningen in de wacht sleepte, aan te gaan. Meesters maakte veel penningen voor wedstrijden en een enkele herdenkingspenning. In 1937 werd hij ontslagen, omdat een fulltime modelleur te duur werd voor het bedrijf. Meesters vervolgde zijn opleiding aan het Hoger Instituut van Schone Kunsten in Antwerpen (1937-1940) en keerde daarna naar Groningen terug.
In de jaren na de oorlog maakte Meesters nog meer penningen, nu ook voor de Koninklijke Begeer. Een enkele keer maakte hij ook penningen voor familieleden, ter ere van een geboorte of een huwelijk.
Meesters was ook als beeldhouwer actief. Hij maakte meerdere geveldecoraties en vrijstaande beelden. Aanvankelijk werkte hij vooral figuratief, later meer abstract. Bekende werken van hem zijn met name de 'zonaanbidster' (1952) in het Noorderplantsoen en de 'spelende kinderen' (1970) aan de Zonnelaan in de stad Groningen (beide beelden officieel zonder titel) en het beeld van Aletta Jacobs (1955) in Sappemeer.
Meesters was vanaf 1964 lid van de Groninger Kunstkring De Ploeg. Hij gaf naast zijn werk als kunstenaar les aan de Academie Minerva en aan de Dalton HBS in Groningen. Meesters overleed op 94-jarige leeftijd. Hij werd begraven op het R.K. Kerkhof.

## Werken in de openbare ruimte (selectie)
- De Nederlandse Maagd (1946), hoekgevel gemeentehuis, Kantens
- Plaquette in het gemeentehuis van Delfzijl (1948)
- Oorlogsmonument Delfzijl (1950)
- Oorlogsmonument Sauwerd (1950)
- zonder titel (1950), vrouwenfiguur, Groningen
- Verzetsmonument 't Zandt (1952)
- gevelsteen Thea de Boer (1952), Groningen
- zonder titel (1952), bekend als "zonaanbidster", Groningen
- zonder titel (1954), staande vrouwenfiguur, Molukkenpad, Groningen
- buste Aletta Jacobs (1955), Sappemeer
- reliëfs (1957), Oosterhamriklaan, Groningen
- Oorlogsmonument Uithuizen (1959)
- zonder titel (1960), zittende vrouwenfiguur, Groningen
- vogel op mosterdzaadboom (1965), Groningen[2]
- pinguïns (1968), Groningen
- zonder titel (1969), buitelende kinderen, Groningen
- zonder titel (1970), spelende kinderen, Zonnelaan, Groningen
- Monument Oterdum (1978)
- Vogels (1978), Eikenlaan, Groningen

## Galerij

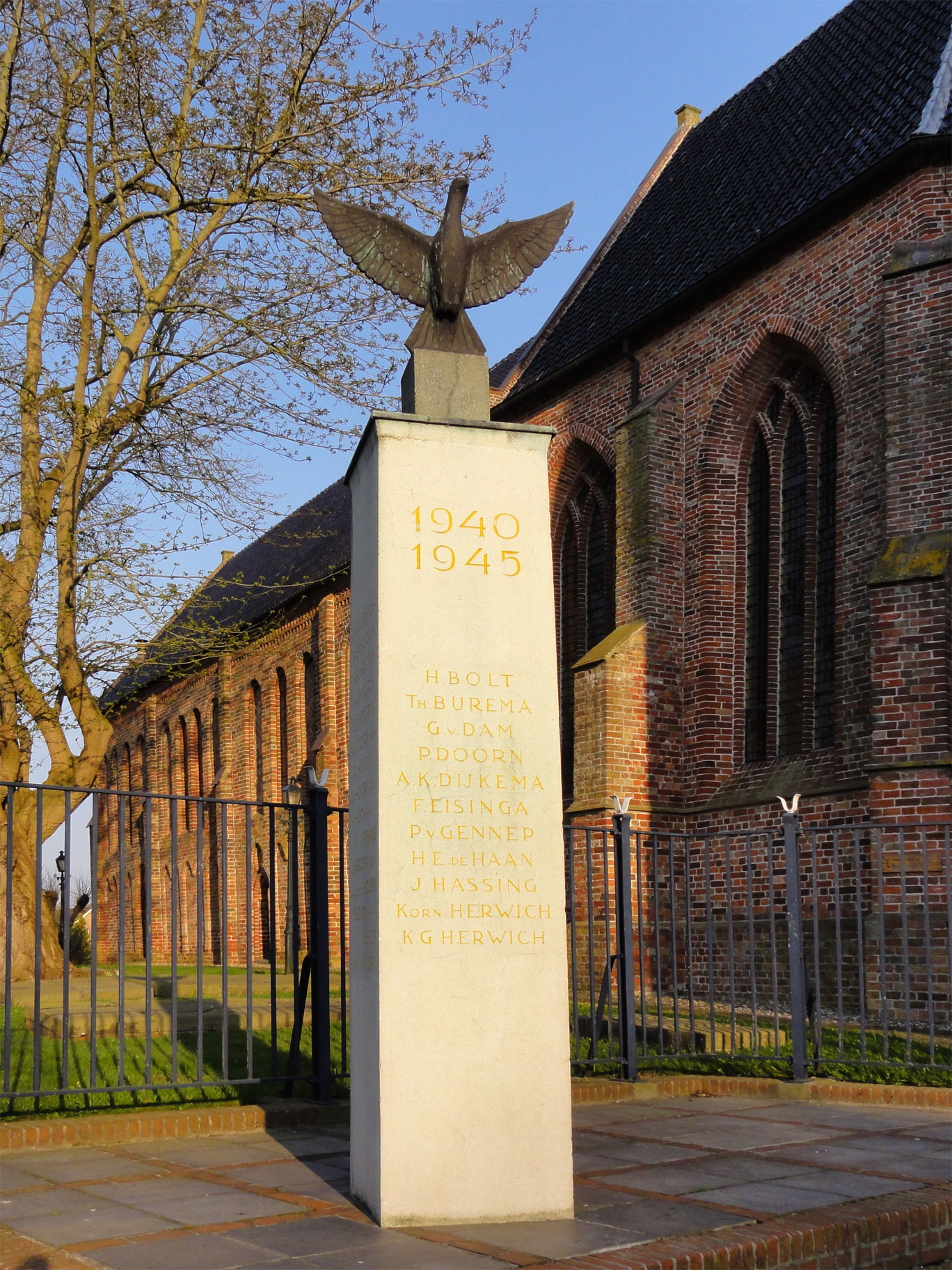
Verzetsmonument 't Zandt (1952)
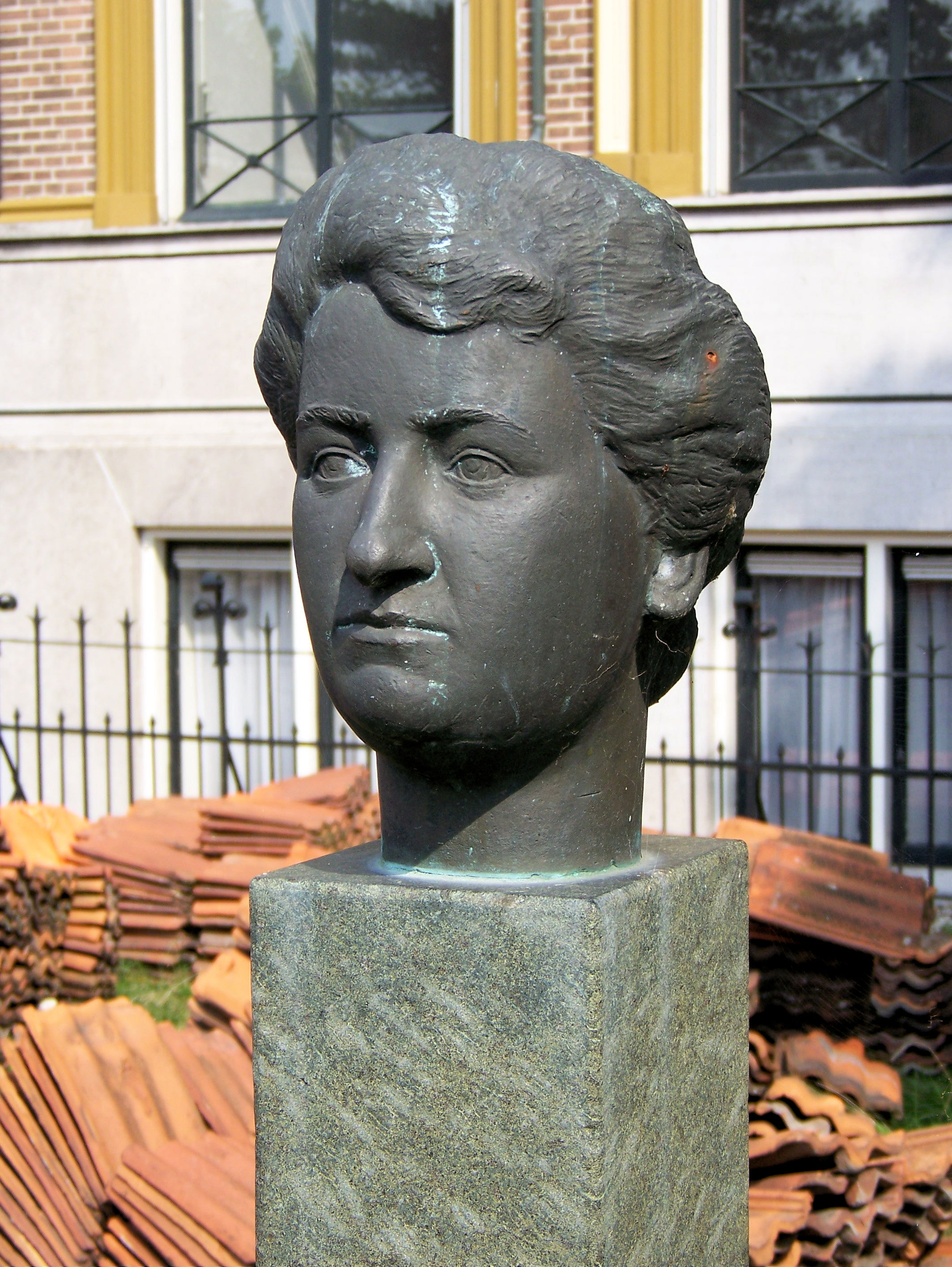
Aletta Jacobs, Sappemeer (1955)
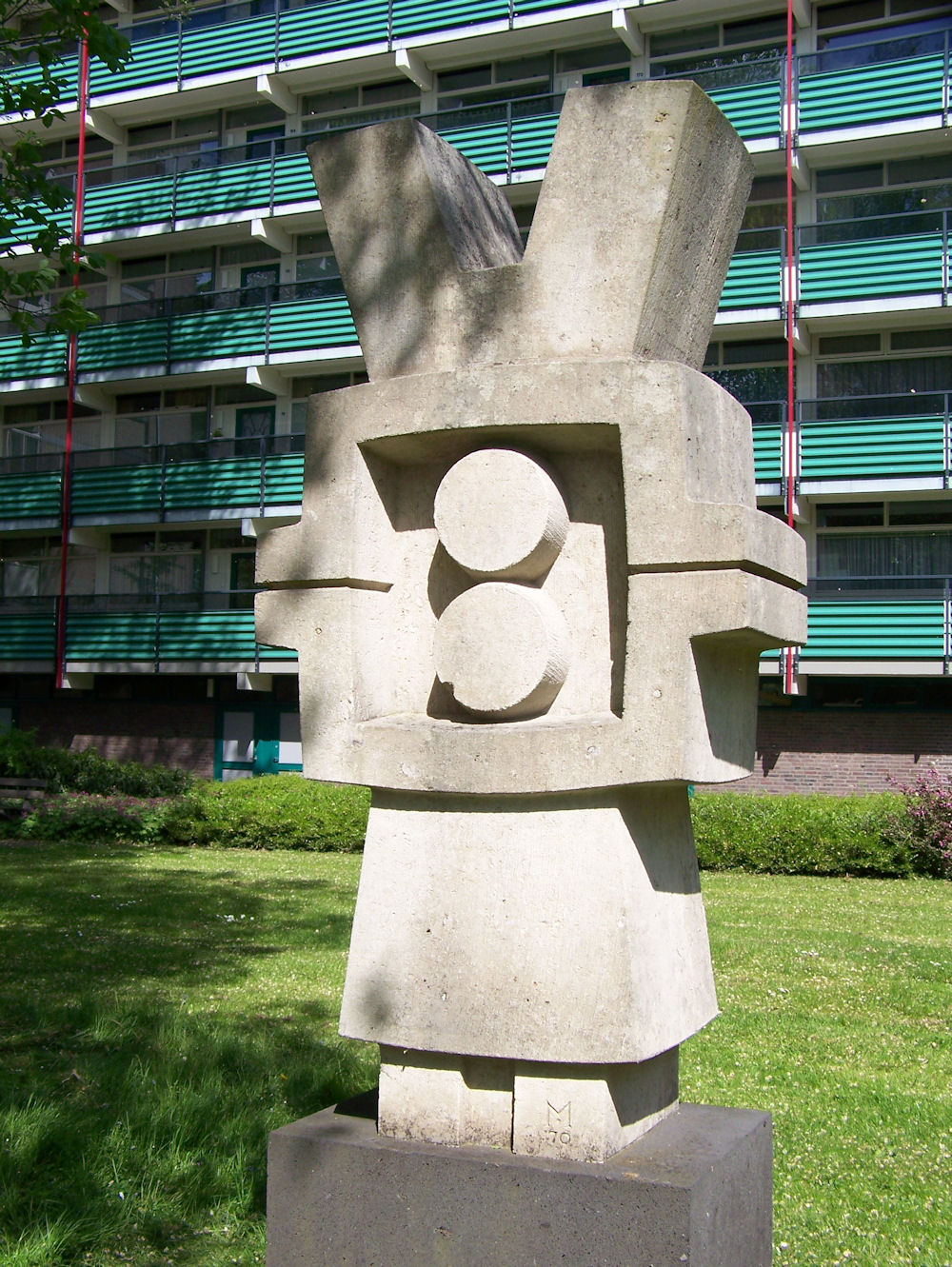
Spelende kinderen (1970), Groningen
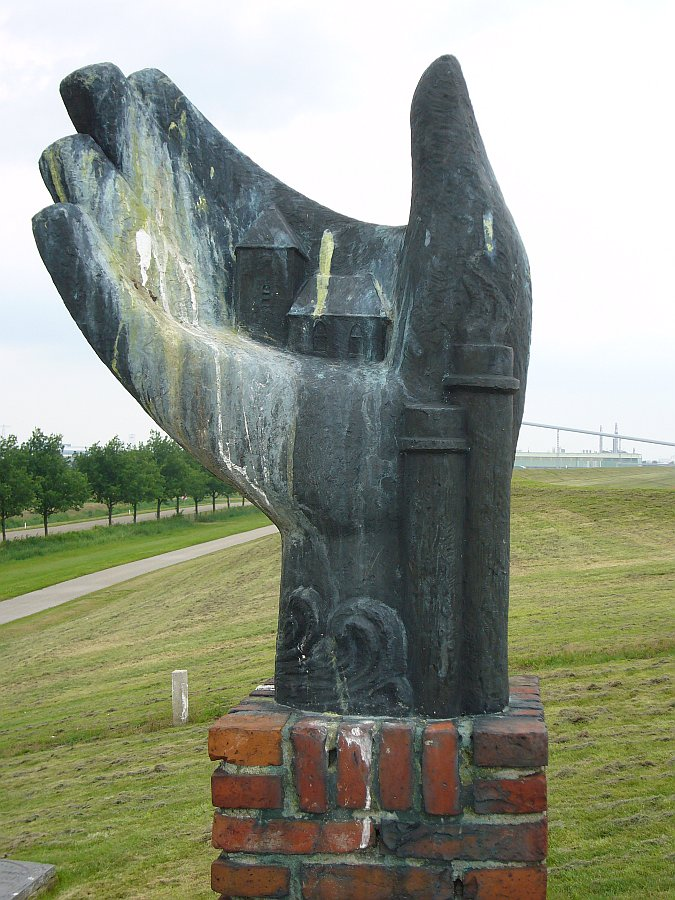
Monument Oterdum (1978)
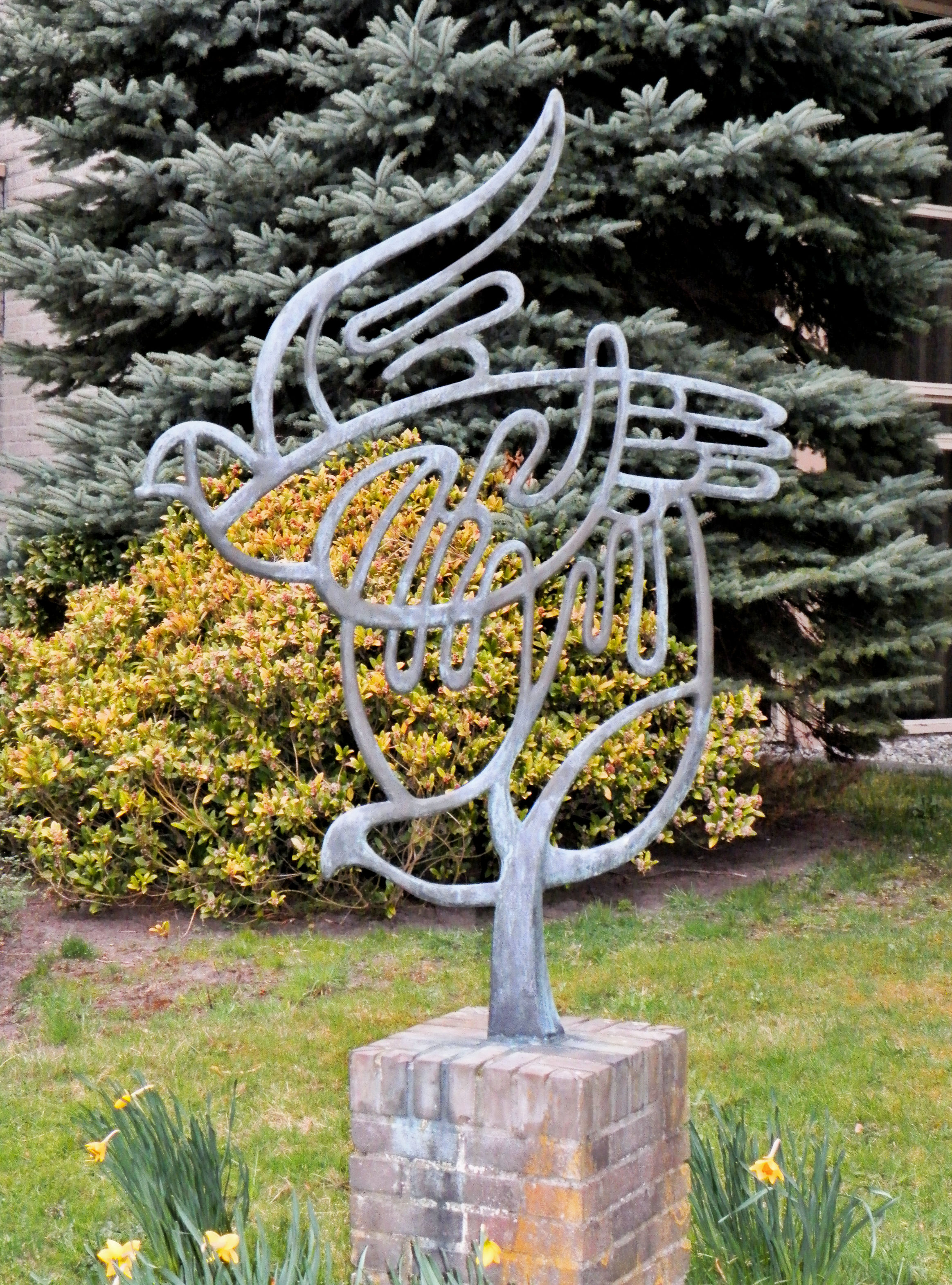
Vogels (1978), Groningen